# James Peace
Kenneth James Peace (Paisley, Escocia, 28 de septiembre de 1963) es un compositor, pianista y dibujante.   

## Biografía
James Peace nació en 1963 en Paisley, Escocia. Pasó su infancia principalmente en Helensburgh, un pequeño pueblo costero en el oeste de Escocia. En su familia había muchos pintores famosos (John McGhie incluido) y también se relaciona con Felix Burns, un célebre compositor de música «baile de salón» de la primera mitad del siglo XX. A los ocho años comenzó a recibir clases de piano, y también empezó a esa temprana edad a escribir sus primeras composiciones. Su primera interpretación frente al público (en la que tocó música de Scott Joplin) tuvo lugar a los catorce años. A la edad de dieciséis años le aceptaron en la Real Academia de Música y Teatro (por sus siglas en inglés: RSAMD), hoy llamado Conservatorio Real de Escocia, como el estudiante de tiempo completo más joven de la historia. Se graduó en música por la Universidad de Glasgow en 1983. Al año siguiente recibió un diploma en interpretación música de la RSAMD tras ejecutar el Concierto para piano №1 de Mendelssohn. Entre 1988 y 1991 vivió en Edimburgo, donde trabajó como compositor y solista.
James Peace se mudó a Bad Nauheim (Alemania) en 1991, y dio su primer recital de piano en Friedberg, 1992. A partir de 1998 realizó un estudio sobre el tango y 2001 produjo un CD «Tango escocés» con su propia composiciones para piano inspiradas en este género. En 2002 se convirtió en socio miembro (en Inglés.: «Fellow») del Victoria College of Music e hizo giras de conciertos en el norte de Alemania durante el mes de septiembre y al Lejano Oriente en octubre y noviembre, estrenando exitosamente su Tango XVII en Hong Kong.
En los años siguientes, sus apariciones en concierto se concentraron en Europa: en 2013 dio a conocer su música por primera vez en España con su interpretación de Tango de la Soledad aburrida en Valencia el 25 de septiembre; y con su Tango XXII en su 50 cumpleaños en Madrid.

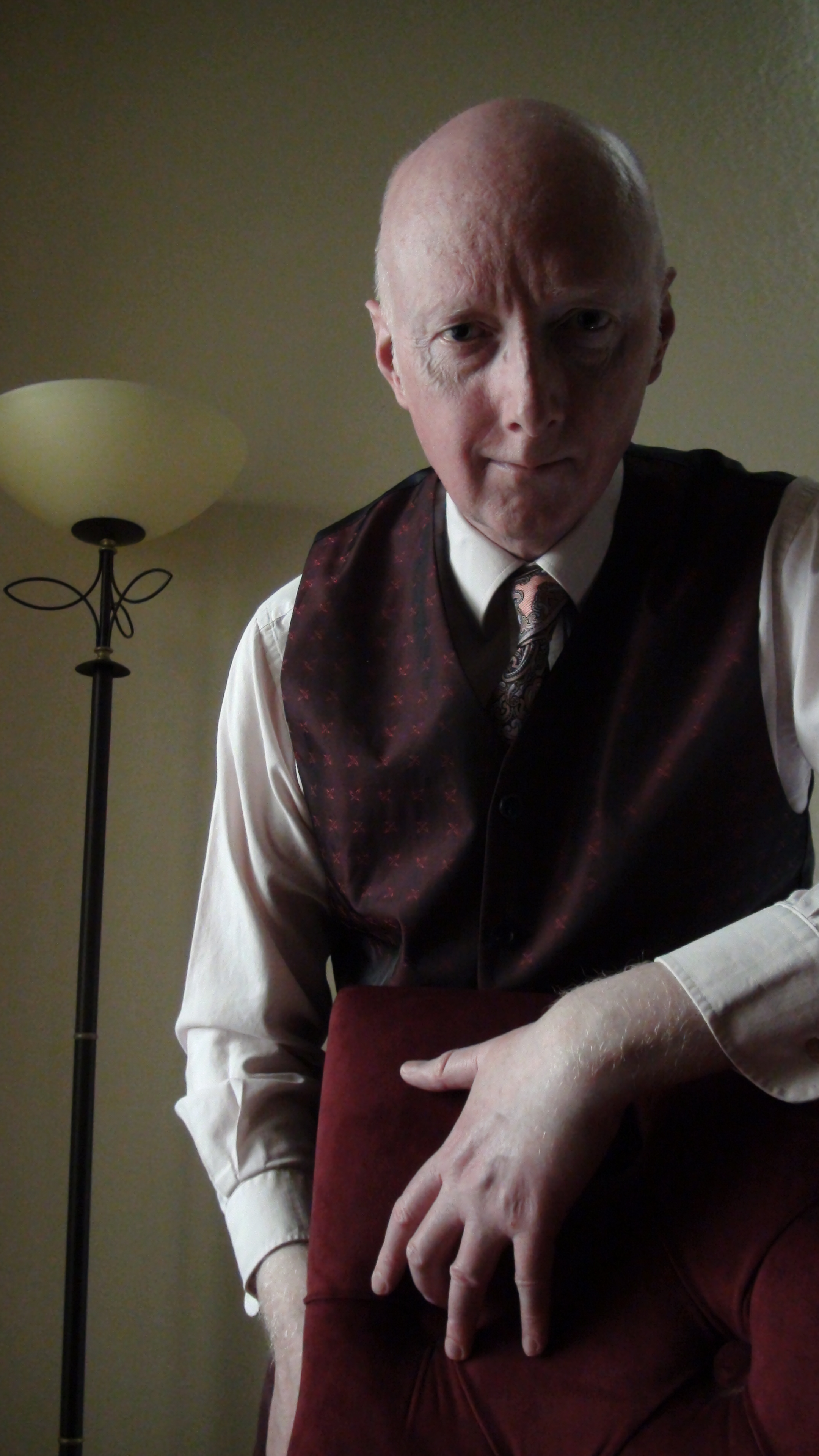
James Peace en su hogar en Wiesbaden (Alemania)

Ha tocado sus composiciones también en las siguientes capitales europeas: Ámsterdam, Atenas, Berlín Bruselas, Helsinki, Lisboa, Londres, Oslo, Reikiavík y Viena.
En reconocimiento por su contribución al tango fue nombrado miembro (en Inglés: «Fellow») de la London College of Music en 2008.
Tras vivir un corto periodo en Edimburgo, volvió a establecerse en Wiesbaden (Alemania) en febrero de 2010. Esto dio origen a nuevos impulsos creativos que le llevaron a convertirse en cineasta. Entre los cortometrajes de su música se incluye el documental «K. James Peace in Wiesbaden».

## Recompensas
Dunbartonshire E.I.S. Premio de acompañar de piano, 1984 (primer premio)
Sibelius Premio de Disertación, 1985 (primer premio)
T.I.M. Concurso Internacional de Composición, Roma, 2000 (diploma otorgado por sus primer Tangos)
Fundación IBLA, Nueva York, 2002 (diploma otorgado por sus Tangos op .26
Asociación Internacional de Dúo de Piano, Tokio, 2002 (medalla de honor - primera clase)
Academia Internacional de Lutèce, París, 2005 (medalla de oro)

## Obras selectas
1. La cascada op.3 para flauta y piano
2. Idyll op.4 para corno inglés (solo)
3. Aubade op.9 para corno inglés y orquesta de cuerdas
4. Lento Lacrimoso op.10 para cello y piano
5. Hojas olvidadas op.12 para cello y orquesta
6. Sonata para oboe y piano op.16
7. Ballade para orquesta sinfónica op.18
8. Marcha solemne №1 para órgano y orquesta op.19
9. Marcha solemne №2 para orquesta op.23
10. Oro de otoño op.25 para clarinete y cuarteto de cuerdas[18]
11. Canción de la eternidad op.32 para soprano y orquesta[1]
12. 24 Tangos para piano[1][3][19]